# 인디애나 파머스 콜리시엄
인디애나 파머스 콜리시엄(영어: Indiana Farmers Coliseum)는 미국 인디애나주 인디애나폴리스에 위치한 실내 경기장이다. 과거 ABA 인디애나 페이서스와AHL 인디애나폴리스 캐피털스 그리고 CHL 인디애나폴리스 아이스와 IHL 인디애나폴리스 치프스, 인디애나폴리스 체커스의 홈경기장으로 사용했으면, WNBA 인디애나 피버의 제2홈경기장으로 사용했다. 현재 ECHL 인디 퓨얼의 홈경기장으로 사용했다.
| ABA 올스타전 개최 경기장 |                              |                     |
| 1969년                   | 1970년 페어그라운즈 콜리시엄 | 1971년              |
| 루이빌 컨벤션 센터       | 1970년 페어그라운즈 콜리시엄 | 그린즈버러 콜리시엄 |
|                          |                              |                     |
|                          |                              |                     |